# فيلار دي كانيس
بلدية فيلار دي كانيس (بالإسبانية: Villar de Canes)‏، هي إحدى بلديات مقاطعة كاستيلون التي تقع في منطقة بلنسية، في شرق إسبانيا.
يبلغ عدد سكانها 185 نسمة وفقاً لإحصائية سنة (2006).